# Elin Karlsson (fotbollsspelare född 1995)
Elin Karlsson född 9 juli 1995 är en svensk fotbollsspelare.
Karlsson började 2015 spela för Kristianstads DFF, och övergick 2017 till att spela för Växjö DFF. Hon tog en paus från fotbollen 2020 på grund av en korsbandsskada samt sviter av covid-19 vilket gjorde att hon hösten 2022 bröt sitt kontrakt med Växjö DFF.
Sedan 2024 arbetar hon som gymnasielärare.
Elin Karlsson är tvillingsyster till fotbollsspelare Nellie Karlsson.